# Convolvulus bussei
Convolvulus bussei är en vindeväxtart som beskrevs av Pilger. Convolvulus bussei ingår i släktet vindor, och familjen vindeväxter. Inga underarter finns listade i Catalogue of Life.